# Nova Ophiuchi 1919
V849 Ophiuchi sau Nova Ophiuchi 1919 a fost o novă care a explodat în 1919 în constelația Ophiuchus cu magnitudinea 7.4.

## Coordonate delimitative
Ascensie dreaptă: 18h 11m 43.9s
Declinație: +11° 35' 41